# Tücsöksáskák
A tücsöksáskák (Mantophasmatodea) az újszárnyúak (Neoptera) egyik rendje a szárnyas rovarok (Pterygota) alosztályában.

## Felfedezésük, elterjedésük
2002-ben dán és német kutatók Namíbiában olyan új rovarokat fedeztek fel, amelyek annyira különböztek a többi fajtól, hogy új rendet kellett alkotni nekik.

## Életmódjuk, elterjedésük
Hegyi réteken találhatók. Valószínűség ragadozók: erre utal, hogy emésztőrendszerükben más rovarok maradványait találták meg.
Ugyancsak 2002-ben egy ugyanebbe a rendbe sorolható rovar maradványait találták meg egy körülbelül 45 millió éves, Balti-tengeri borostyánban.

## Megjelenésük, felépítésük
Magyar nevüket alakjukról kapták, ami olyan, mintha egy tücsköt botsáskával kereszteztek volna.

## Rendszerezésük
A rendbe az alábbi családok tartoznak:
- Austrophasmatidae
- Mantophasmatidae
- Tanzaniophasmatidae